# Cobrieux
Cobrieux je francouzská obec v departementu Nord v regionu Hauts-de-France. V roce 2014 zde žilo 521 obyvatel.

## Poloha obce
Sousední obce jsou: Bachy, Bourghelles, Cysoing, Genech a Mouchin.

## Vývoj počtu obyvatel
Počet obyvatel